# Capitites dicomala
Capitites dicomala är en tvåvingeart som först beskrevs av Munro 1935.  Capitites dicomala ingår i släktet Capitites och familjen borrflugor. Inga underarter finns listade.